# خارخاپوت
خارخاپوت (به ارمنی: Խարխափուտ) (به ترکی آذربایجانی: Meşəli) یک منطقهٔ مسکونی در جمهوری آذربایجان است که در شهرستان گران‌بوی واقع شده‌است.